# Cachoeira do Sul

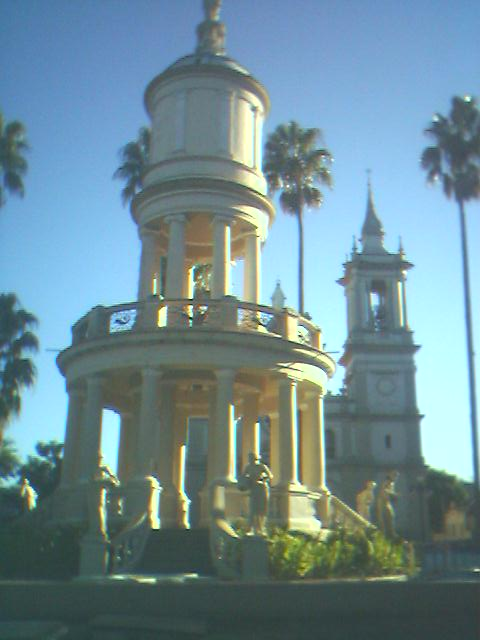
Cachoeira do Sul

Cachoeira do Sul je město státu Rio Grande do Sul v jihovýchodní Brazílii. Založeno bylo v roce 1820
Město má 83 827 obyvatel (údaj ze sčítání v roce 2010) a rozkládá se na 3 765 km².